# Bacari
Bubacar Njié Kambi Bacari, meglio noto come Bacari (Mataró, 14 marzo 1988), è un ex calciatore gambiano con cittadinanza spagnola, di ruolo attaccante.

## Carriera

### Club
Ha giocato una partita nella prima divisione spagnola con l'Espanyol; dal 2013 al 2017 ha giocato nella prima divisione bulgara, vincendo anche una Coppa di Bulgaria.

### Nazionale
Nel 2016 ha giocato una partita con la nazionale gambiana.

## Palmarès

### Club

#### Competizioni nazionali
- Coppa di Bulgaria: 1

Černo More Varna: 2014-2015